# Temporada da NFL de 2024
A Temporada da NFL de 2024 foi a 105ª temporada regular da National Football League (NFL), a principal liga profissional de futebol americano dos Estados Unidos. A temporada começou em 5 de setembro de 2024 e contou com o Kansas City Chiefs, campeão da temporada anterior, que derrotou o Baltimore Ravens no jogo de estreia. O Super Bowl LIX, a grande final da liga, marcou o término da temporada em 9 de fevereiro de 2025, no Caesars Superdome, em Nova Orleães, Luisiana, onde o Philadelphia Eagles conseguiu seu bicampeonato, derrotando o Kansas City Chiefs por 40 a 22.
Esta temporada marcou o primeiro jogo da NFL no hemisfério sul, acontecendo na cidade de São Paulo, onde o Eagles (time que viria a ganhar o Super Bowl) enfrentou o Green Bay Packers na Neo Química Arena.

## Mudança nas regras

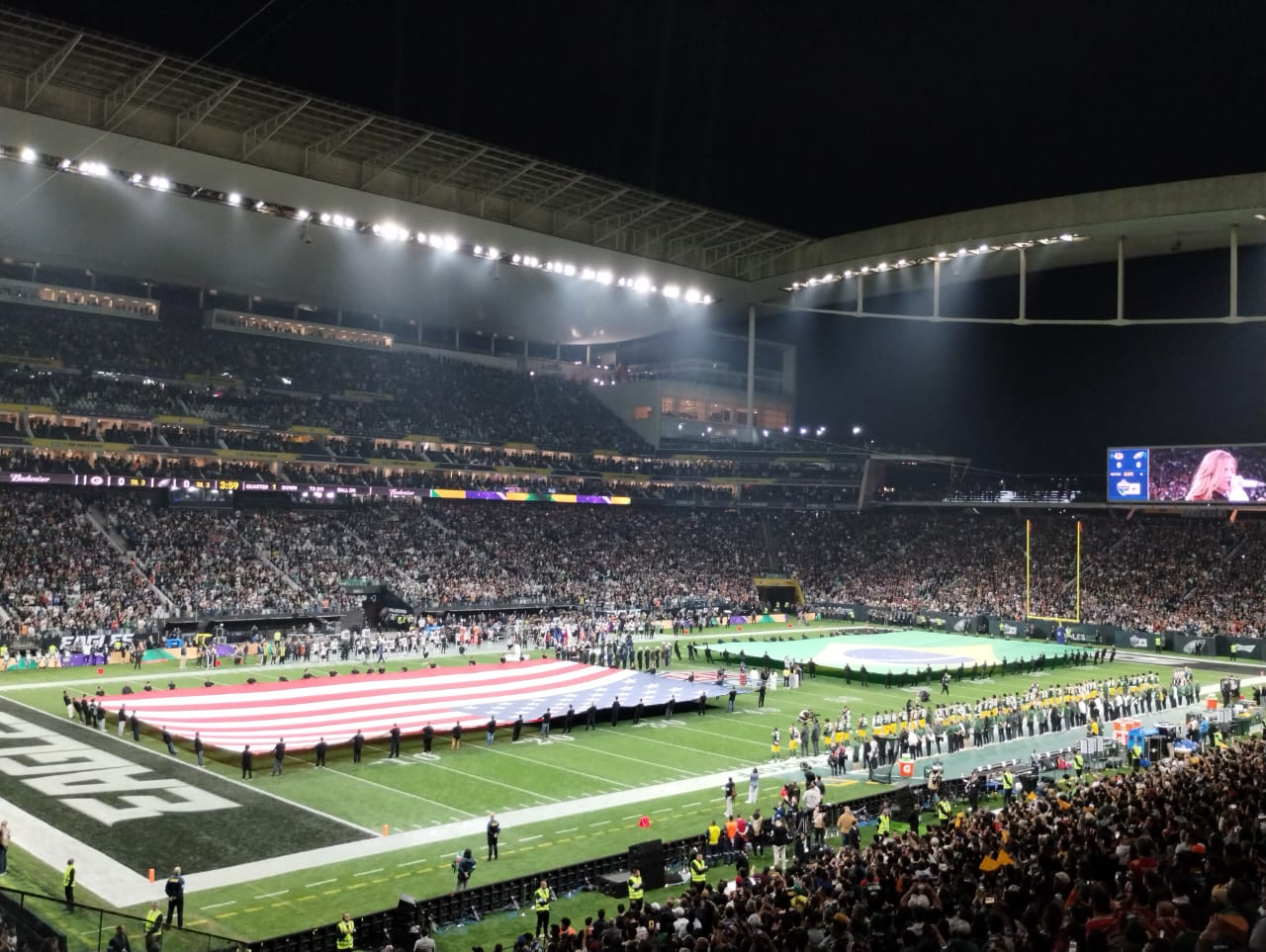
Imagem da cerimônia inicial da partida entre o Green Bay Packers e o Philadelphia Eagles, da NFL, em 6 de setembro de 2024, na Neo Química Arena.

As seguintes mudanças de regras para a temporada de 2024 foram aprovadas na Reunião de Proprietários da NFL de 25 a 26 de março:
- O chamado hip-drop tackle, a ação em que um jogador "agarra o corredor com ambas as mãos ou envolve o corredor com ambos os braços" e "desloca o peso do corpo girando e abaixando os quadris e/ou o corpo inferior, caindo sobre e prendendo a(s) perna(s) do corredor no nível ou abaixo do joelho," foi considerada ilegal, penalizada como uma falta pessoal (15 jardas) e primeiro down automático se cometida pela defesa.
- Os técnicos principais receberam um terceiro desafio se qualquer um dos seus dois primeiros desafios for aceito. Anteriormente, ambos os desafios precisavam ser bem-sucedidos para receber um terceiro desafio.
- As faltas graves cometidas pela equipe ofensiva são aplicadas se ambas as equipes cometerem uma falta em uma jogada que resulte em uma mudança de posse. Anteriormente, as faltas graves cometidas pela equipe ofensiva eram ignoradas nessa situação.
- A seguinte regra mudou para kickoffs (chute inicial) serão testadas nesta temporada durante o ano, sujeito a renovação em 2025:[4]
  - Enquanto o chute inicial ainda será feito da linha de 35 jardas do time que chuta, todos os jogadores do time que chuta, exceto o kicker, devem se alinhar na linha de 40 jardas do time que recebe.
  - O time que recebe a bola deve ter pelo menos nove jogadores na "zona de preparação" (a área entre as próprias linhas de 35 e 30 jardas) e só pode ter no máximo dois retornadores.
  - Exceto pelo kicker e pelos retornadores, nenhum jogador de ambas as equipes pode se mover até que a bola toque o chão, um jogador do time que recebe ou entre na end zone. O kicker também não pode atravessar o meio-campo até que esses outros jogadores tenham permissão para se mover.
  - O chute deve cair na "zona de aterrissagem", entre a linha de 20 jardas e a end zone. Se cair antes da linha de 20 jardas, será tratado como um chute fora de campo e o time que recebe então pegaria a bola na linha de 40 jardas.
  - Se o chute for para a end zone ou além dela para um touchback, o time que recebe pegaria a bola na linha de 30 jardas.
  - Se o chute atingir a zona de aterrissagem antes de entrar na end zone, deve ser retornado ou tocado pelo time que recebe. Se for tocado, o time que recebe pegaria a bola na linha de 20 jardas.
  - Durante o quarto quarto, o time que está atrás no placar pode optar por tentar um onside kick usando a formação de chute inicial pré-2024. Se um onside kick for além da zona de preparação do time que recebe sem ser tocado, o time que recebe ganharia a posse de bola na linha de 20 jardas do time que chutou.
- As regras de queda do passador por contato (down by contact) ou fora de campo antes de lançar um passe tornaram-se passíveis de revisão.
- Revisões em vídeo são autorizadas quando há "evidência visual clara e óbvia" de que o relógio do jogo expirou antes do snap.
- Agora, as equipes estão autorizadas a promover um quarterback de seu elenco de treino como terceiro quarterback de emergência. Anteriormente, o terceiro quarterback de emergência precisava estar no elenco ativo.
- A data limite para trocas foi mudado para terça-feira após a semana 8 para terça-feira após a semana 9.[5]

## Jogo no Brasil
Seguindo a tradição do NFL International Series, cinco jogos foram agendados para acontecer fora dos Estados Unidos no calendário da temporada de 2024 (três na Inglaterra, um na Alemanha e um no Brasil). A primeira dessas partidas ocorreu na Arena Corinthians, em São Paulo, entre o Green Bay Packers e o Philadelphia Eagles, que se tornou o primeiro jogo da temporada regular da NFL realizado na América do Sul. Philadelphia venceu a partida, com a NFL e os jogadores elogiando a experiência.

## Classificação
V = Vitórias, D = Derrotas, E = Empates, PCT = porcentagem de vitórias, PF= Pontos feitos, PS = Pontos sofridos
Classificados para os playoffs estão marcados em verde
| AFC Leste            |    |    |   |       |     |     |
| Time                 | V  | D  | E | PCT   | PF  | PS  |
| Buffalo Bills        | 13 | 4  | 0 | 76,5% | 525 | 368 |
| Miami Dolphins       | 8  | 9  | 0 | 47,1% | 345 | 364 |
| New York Jets        | 5  | 12 | 0 | 29,4% | 338 | 404 |
| New England Patriots | 4  | 13 | 0 | 23,5% | 289 | 417 |
| AFC Norte            |    |    |   |       |     |     |
| Time                 | V  | D  | E | PCT   | PF  | PS  |
| Baltimore Ravens     | 12 | 5  | 0 | 70,6% | 518 | 361 |
| Pittsburgh Steelers  | 10 | 7  | 0 | 58,8% | 380 | 347 |
| Cincinnati Bengals   | 9  | 8  | 0 | 52,9% | 472 | 434 |
| Cleveland Browns     | 3  | 14 | 0 | 17,6% | 258 | 435 |
| AFC Sul              |    |    |   |       |     |     |
| Time                 | V  | D  | E | PCT   | PF  | PS  |
| Houston Texans       | 10 | 7  | 0 | 58,8% | 372 | 372 |
| Indianapolis Colts   | 8  | 9  | 0 | 47,1% | 377 | 427 |
| Jacksonville Jaguars | 4  | 13 | 0 | 23,5% | 320 | 435 |
| Tennessee Titans     | 3  | 14 | 0 | 17,6% | 311 | 460 |
| AFC Oeste            |    |    |   |       |     |     |
| Time                 | V  | D  | E | PCT   | PF  | PS  |
| Kansas City Chiefs   | 15 | 2  | 0 | 88,2% | 385 | 326 |
| Los Angeles Chargers | 11 | 6  | 0 | 64,7% | 402 | 301 |
| Denver Broncos       | 10 | 7  | 0 | 58,8% | 425 | 311 |
| Las Vegas Raiders    | 4  | 13 | 0 | 23,5% | 309 | 434 |

| NFC Leste             |    |    |   |       |     |     |
| Time                  | V  | D  | E | PCT   | PF  | PS  |
| Philadelphia Eagles   | 14 | 3  | 0 | 82,4% | 463 | 303 |
| Washington Commanders | 12 | 5  | 0 | 70,6% | 485 | 391 |
| Dallas Cowboys        | 7  | 10 | 0 | 41,2% | 350 | 468 |
| New York Giants       | 3  | 14 | 0 | 17,6% | 273 | 415 |
| NFC Norte             |    |    |   |       |     |     |
| Time                  | V  | D  | E | PCT   | PF  | PS  |
| Detroit Lions         | 15 | 2  | 0 | 88,2% | 564 | 564 |
| Minnesota Vikings     | 14 | 3  | 0 | 82,4% | 432 | 332 |
| Green Bay Packers     | 11 | 6  | 0 | 64,7% | 460 | 338 |
| Chicago Bears         | 5  | 12 | 0 | 29,4% | 310 | 370 |
| NFC Sul               |    |    |   |       |     |     |
| Time                  | V  | D  | E | PCT   | PF  | PS  |
| Tampa Bay Buccaneers  | 10 | 7  | 0 | 58,8% | 502 | 385 |
| Atlanta Falcons       | 8  | 9  | 0 | 47,1% | 389 | 423 |
| Carolina Panthers     | 5  | 12 | 0 | 29,4% | 341 | 534 |
| New Orleans Saints    | 5  | 12 | 0 | 29,4% | 338 | 398 |
| NFC Oeste             |    |    |   |       |     |     |
| Time                  | V  | D  | E | PCT   | PF  | PS  |
| Los Angeles Rams      | 10 | 7  | 0 | 58,8% | 367 | 386 |
| Seattle Seahawks      | 10 | 7  | 0 | 58,8% | 375 | 368 |
| Arizona Cardinals     | 8  | 9  | 0 | 47,1% | 400 | 379 |
| San Francisco 49ers   | 6  | 11 | 0 | 35,3% | 389 | 436 |

## Pós-temporada
Os playoffs da temporada de 2024 estão programados para começar com a rodada de repescagem (wild card), com três jogos disputados em cada conferência. O final de semana de wild card aconteceu entre 11 a 13 de janeiro de 2025. Na rodada divisional, agendada para 18 a 19 de janeiro, o primeiro colocado da conferência jogou contra o menor colocado restante e os outros dois times restantes jogarão entre si. Os vencedores desses jogos avançaram para os jogos das Finais de Conferencia ocorreram em 26 de janeiro. O Super Bowl LIX aconteceu em 9 de fevereiro no Caesars Superdome em Nova Orleães, Luisiana, vencido pelo Philadelphia Eagles.
| Tabela dos Playoffs |                                                |                                                 |
| Posição             | AFC                                            | NFC                                             |
| 1                   | Kansas City Chiefs (Vencedor da divisão Oeste) | Detroit Lions (Vencedor da divisão Norte)       |
| 2                   | Buffalo Bills (Vencedor da divisão Leste)      | Philadelphia Eagles (Vencedor da divisão Leste) |
| 3                   | Baltimore Ravens (Vencedor da divisão Norte)   | Tampa Bay Buccaneers (Vencedor da divisão Sul)  |
| 4                   | Houston Texans (Vencedor da divisão Sul)       | Los Angeles Rams (Vencedor da divisão Oeste)    |
| 5                   | Los Angeles Chargers                           | Minnesota Vikings                               |
| 6                   | Pittsburgh Steelers                            | Washington Commanders                           |
| 7                   | Denver Broncos                                 | Green Bay Packers                               |

### Playoffs
|  |                                         |                                         |                                         |                            |                            |                                  |                                         |                                    |                                    |    |  |  |  |  |  |  |  |  |
|  | 11 de janeiro – M&T Bank Stadium        | 11 de janeiro – M&T Bank Stadium        | 11 de janeiro – M&T Bank Stadium        |                            |                            | 19 de janeiro – Highmark Stadium | 19 de janeiro – Highmark Stadium        | 19 de janeiro – Highmark Stadium   |                                    |    |  |  |  |  |  |  |  |  |
|  | 6                                       | Pittsburgh                              | 14                                      |                            |                            | 19 de janeiro – Highmark Stadium | 19 de janeiro – Highmark Stadium        | 19 de janeiro – Highmark Stadium   |                                    |    |  |  |  |  |  |  |  |  |
|  | 6                                       | Pittsburgh                              | 14                                      |                            |                            | 19 de janeiro – Highmark Stadium | 19 de janeiro – Highmark Stadium        | 19 de janeiro – Highmark Stadium   |                                    |    |  |  |  |  |  |  |  |  |
|  | 3                                       | Baltimore                               | 28                                      |                            |                            | 19 de janeiro – Highmark Stadium | 19 de janeiro – Highmark Stadium        | 19 de janeiro – Highmark Stadium   |                                    |    |  |  |  |  |  |  |  |  |
|  | 3                                       | Baltimore                               | 28                                      | 3                          | Baltimore                  | 25                               |                                         |                                    |                                    |    |  |  |  |  |  |  |  |  |
|  |                                         |                                         |                                         | 3                          | Baltimore                  | 25                               | 26 de janeiro – Arrowhead Stadium       |                                    |                                    |    |  |  |  |  |  |  |  |  |
|  | 12 de janeiro – Highmark Stadium        | 12 de janeiro – Highmark Stadium        | 12 de janeiro – Highmark Stadium        |                            | 2                          | Buffalo                          | 27                                      |                                    |                                    |    |  |  |  |  |  |  |  |  |
|  | 12 de janeiro – Highmark Stadium        | 12 de janeiro – Highmark Stadium        | 12 de janeiro – Highmark Stadium        |                            | 2                          | Buffalo                          | 27                                      |                                    |                                    |    |  |  |  |  |  |  |  |  |
|  | 12 de janeiro – Highmark Stadium        | 12 de janeiro – Highmark Stadium        | 12 de janeiro – Highmark Stadium        | AFC                        |                            |                                  |                                         |                                    |                                    |    |  |  |  |  |  |  |  |  |
|  | 7                                       | Denver                                  | 7                                       | 2                          | Buffalo                    | 29                               |                                         |                                    |                                    |    |  |  |  |  |  |  |  |  |
|  | 7                                       | Denver                                  | 7                                       | 2                          | Buffalo                    | 29                               | 18 de janeiro – Arrowhead Stadium       |                                    |                                    |    |  |  |  |  |  |  |  |  |
|  | 2                                       | Buffalo                                 | 31                                      |                            |                            | 1                                | Kansas City                             | 32                                 |                                    |    |  |  |  |  |  |  |  |  |
|  | 2                                       | Buffalo                                 | 31                                      |                            |                            | 1                                | Kansas City                             | 32                                 |                                    |    |  |  |  |  |  |  |  |  |
|  |                                         |                                         |                                         | Campeão da AFC             |                            |                                  |                                         |                                    |                                    |    |  |  |  |  |  |  |  |  |
|  | 11 de janeiro – NRG Stadium             | 11 de janeiro – NRG Stadium             | 11 de janeiro – NRG Stadium             | 4                          | Houston                    | 14                               |                                         |                                    |                                    |    |  |  |  |  |  |  |  |  |
|  | 11 de janeiro – NRG Stadium             | 11 de janeiro – NRG Stadium             | 11 de janeiro – NRG Stadium             | 4                          | Houston                    | 14                               |                                         |                                    |                                    |    |  |  |  |  |  |  |  |  |
|  | 11 de janeiro – NRG Stadium             | 11 de janeiro – NRG Stadium             | 11 de janeiro – NRG Stadium             | 1                          | Kansas City                | 23                               |                                         |                                    |                                    |    |  |  |  |  |  |  |  |  |
|  | 5                                       | LA Chargers                             | 12                                      | 1                          | Kansas City                | 23                               |                                         |                                    |                                    |    |  |  |  |  |  |  |  |  |
|  | 5                                       | LA Chargers                             | 12                                      | Playoffs de Divisão        | Playoffs de Divisão        | Playoffs de Divisão              | 9 de fevereiro – Caesars Superdome      | 9 de fevereiro – Caesars Superdome | 9 de fevereiro – Caesars Superdome |    |  |  |  |  |  |  |  |  |
|  | 4                                       | Houston                                 | 32                                      | Playoffs de Divisão        | Playoffs de Divisão        | Playoffs de Divisão              | 9 de fevereiro – Caesars Superdome      | 9 de fevereiro – Caesars Superdome | 9 de fevereiro – Caesars Superdome |    |  |  |  |  |  |  |  |  |
|  | 4                                       | Houston                                 | 32                                      | Playoffs de Divisão        | Playoffs de Divisão        | Playoffs de Divisão              | 9 de fevereiro – Caesars Superdome      | 9 de fevereiro – Caesars Superdome | 9 de fevereiro – Caesars Superdome |    |  |  |  |  |  |  |  |  |
|  | Playoffs de Wild Card                   |                                         |                                         | Playoffs de Divisão        | Playoffs de Divisão        | Playoffs de Divisão              | 9 de fevereiro – Caesars Superdome      | 9 de fevereiro – Caesars Superdome | 9 de fevereiro – Caesars Superdome |    |  |  |  |  |  |  |  |  |
|  | 1                                       | Kansas City                             | 22                                      | Playoffs de Divisão        | Playoffs de Divisão        | Playoffs de Divisão              |                                         |                                    |                                    |    |  |  |  |  |  |  |  |  |
|  | 1                                       | Kansas City                             | 22                                      | Playoffs de Divisão        | Playoffs de Divisão        | Playoffs de Divisão              |                                         |                                    |                                    |    |  |  |  |  |  |  |  |  |
|  | 12 de janeiro – Raymond James Stadium   | 12 de janeiro – Raymond James Stadium   | 12 de janeiro – Raymond James Stadium   | 19 de janeiro – Ford Field | 19 de janeiro – Ford Field | 19 de janeiro – Ford Field       |                                         | 2                                  | Philadelphia                       | 40 |  |  |  |  |  |  |  |  |
|  | 12 de janeiro – Raymond James Stadium   | 12 de janeiro – Raymond James Stadium   | 12 de janeiro – Raymond James Stadium   | 19 de janeiro – Ford Field | 19 de janeiro – Ford Field | 19 de janeiro – Ford Field       |                                         | 2                                  | Philadelphia                       | 40 |  |  |  |  |  |  |  |  |
|  | 12 de janeiro – Raymond James Stadium   | 12 de janeiro – Raymond James Stadium   | 12 de janeiro – Raymond James Stadium   | 19 de janeiro – Ford Field | 19 de janeiro – Ford Field | 19 de janeiro – Ford Field       | Super Bowl LIX                          |                                    |                                    |    |  |  |  |  |  |  |  |  |
|  | 6                                       | Washington                              | 23                                      | 19 de janeiro – Ford Field | 19 de janeiro – Ford Field | 19 de janeiro – Ford Field       |                                         |                                    |                                    |    |  |  |  |  |  |  |  |  |
|  | 6                                       | Washington                              | 23                                      | 19 de janeiro – Ford Field | 19 de janeiro – Ford Field | 19 de janeiro – Ford Field       |                                         |                                    |                                    |    |  |  |  |  |  |  |  |  |
|  | 3                                       | Tampa Bay                               | 20                                      | 19 de janeiro – Ford Field | 19 de janeiro – Ford Field | 19 de janeiro – Ford Field       |                                         |                                    |                                    |    |  |  |  |  |  |  |  |  |
|  | 3                                       | Tampa Bay                               | 20                                      | 6                          | Washington                 | 45                               |                                         |                                    |                                    |    |  |  |  |  |  |  |  |  |
|  |                                         |                                         |                                         | 6                          | Washington                 | 45                               | 26 de janeiro – Lincoln Financial Field |                                    |                                    |    |  |  |  |  |  |  |  |  |
|  | 13 de janeiro – State Farm Stadium      | 13 de janeiro – State Farm Stadium      | 13 de janeiro – State Farm Stadium      | 1                          | Detroit                    | 31                               |                                         |                                    |                                    |    |  |  |  |  |  |  |  |  |
|  | 13 de janeiro – State Farm Stadium      | 13 de janeiro – State Farm Stadium      | 13 de janeiro – State Farm Stadium      | 1                          | Detroit                    | 31                               |                                         |                                    |                                    |    |  |  |  |  |  |  |  |  |
|  | 13 de janeiro – State Farm Stadium      | 13 de janeiro – State Farm Stadium      | 13 de janeiro – State Farm Stadium      | NFC                        |                            |                                  |                                         |                                    |                                    |    |  |  |  |  |  |  |  |  |
|  | 5                                       | Minnesota                               | 9                                       | 6                          | Washington                 | 23                               |                                         |                                    |                                    |    |  |  |  |  |  |  |  |  |
|  | 5                                       | Minnesota                               | 9                                       | 6                          | Washington                 | 23                               | 18 de janeiro – Lincoln Financial Field |                                    |                                    |    |  |  |  |  |  |  |  |  |
|  | 4                                       | LA Rams                                 | 27                                      |                            |                            | 2                                | Philadelphia                            | 55                                 |                                    |    |  |  |  |  |  |  |  |  |
|  | 4                                       | LA Rams                                 | 27                                      |                            |                            | 2                                | Philadelphia                            | 55                                 |                                    |    |  |  |  |  |  |  |  |  |
|  |                                         |                                         |                                         | Campeão da NFC             |                            |                                  |                                         |                                    |                                    |    |  |  |  |  |  |  |  |  |
|  | 12 de janeiro – Lincoln Financial Field | 12 de janeiro – Lincoln Financial Field | 12 de janeiro – Lincoln Financial Field | 4                          | LA Rams                    | 22                               |                                         |                                    |                                    |    |  |  |  |  |  |  |  |  |
|  | 12 de janeiro – Lincoln Financial Field | 12 de janeiro – Lincoln Financial Field | 12 de janeiro – Lincoln Financial Field | 4                          | LA Rams                    | 22                               |                                         |                                    |                                    |    |  |  |  |  |  |  |  |  |
|  | 12 de janeiro – Lincoln Financial Field | 12 de janeiro – Lincoln Financial Field | 12 de janeiro – Lincoln Financial Field |                            | 2                          | Philadelphia                     | 28                                      |                                    |                                    |    |  |  |  |  |  |  |  |  |
|  | 7                                       | Green Bay                               | 10                                      |                            |                            |                                  | 28                                      |                                    |                                    |    |  |  |  |  |  |  |  |  |
|  | 7                                       | Green Bay                               | 10                                      |                            |                            |                                  |                                         |                                    |                                    |    |  |  |  |  |  |  |  |  |
|  | 2                                       | Philadelphia                            | 22                                      |                            |                            |                                  |                                         |                                    |                                    |    |  |  |  |  |  |  |  |  |
|  | 2                                       | Philadelphia                            | 22                                      |                            |                            |                                  |                                         |                                    |                                    |    |  |  |  |  |  |  |  |  |

## Prêmios

### Individuais da temporada
A 14ª cerimônia anual da NFL Honors, contemplando os melhores jogadores e jogadas da temporada de 2024, aconteceu em 6 de fevereiro de 2025 no Saenger Theatre em Nova Orleães, Luisiana.
| Prêmio                             | Vencedor           | Posição | Time                  |
| ---------------------------------- | ------------------ | ------- | --------------------- |
| AP Most Valuable Player (MVP)      | Josh Allen         | QB      | Buffalo Bills         |
| AP Jogador de Ataque do Ano        | Saquon Barkley     | RB      | Philadelphia Eagles   |
| AP Jogador de Defesa do Ano        | Patrick Surtain II | CB      | Denver Broncos        |
| AP Treinador do Ano                | Kevin O'Connell    | HC      | Minnesota Vikings     |
| AP Treinador Assistente do Ano     | Ben Johnson        | OC      | Detroit Lions         |
| AP Jogador Novato de Ataque do Ano | Jayden Daniels     | QB      | Washington Commanders |
| AP Jogador Novato de Defesa do Ano | Jared Verse        | OLB     | Los Angeles Rams      |
| AP Comeback Player of the Year     | Joe Burrow         | QB      | Cincinnati Bengals    |
| Pepsi Novato do Ano                | Jayden Daniels     | QB      | Washington Commanders |
| Walter Payton NFL Man of the Year  | Arik Armstead      | DE      | Jacksonville Jaguars  |
| PFWA NFL Executivo do Ano          | Brad Holmes        | GM      | Detroit Lions         |
| MVP do Super Bowl                  | Jalen Hurts        | QB      | Philadelphia Eagles   |

### Time All-Pro
Os seguintes jogadores foram nomeados first-team All-Pro pela Associated Press:
| Ataque | Ataque                                                             |
| ------ | ------------------------------------------------------------------ |
| QB     | Lamar Jackson (BAL)                                                |
| RB     | Saquon Barkley (PHI)                                               |
| WR     | Ja'Marr Chase (CIN) Justin Jefferson (MIN) Amon-Ra St. Brown (DET) |
| TE     | Brock Bowers (LV)                                                  |
| LT     | Tristan Wirfs (TB)                                                 |
| LG     | Joe Thuney (KC)                                                    |
| C      | Creed Humphrey (KC)                                                |
| RG     | Quinn Meinerz (DEN)                                                |
| RT     | Penei Sewell (DET)                                                 |

| Defesa | Defesa                                                                  |
| ------ | ----------------------------------------------------------------------- |
| DE     | Myles Garrett (CLE) Trey Hendrickson (CIN)                              |
| DT     | Cameron Heyward (PIT) Chris Jones (KC)                                  |
| LB     | Zack Baun (PHI) Fred Warner (SF) Roquan Smith (BAL)                     |
| CB     | Patrick Surtain II (DEN) Derek Stingley Jr. (HOU) Marlon Humphrey (BAL) |
| S      | Kerby Joseph (DET) Xavier McKinney (GB)                                 |

| K  | Chris Boswell (PIT)   |
| P  | Jack Fox (DET)        |
| KR | KaVontae Turpin (DAL) |
| PR | Marvin Mims Jr. (DEN) |
| ST | Brenden Schooler (NE) |
| LS | Andrew DePaola (MIN)  |

### Jogador da Semana/Mês
Os seguintes foram eleitos os melhores desempenhos durante a temporada de 2024:
| Semana/ Mês      | Ataque Jogador da Semana/Mês      | Ataque Jogador da Semana/Mês     | Defesa Jogador da Semana/Mês            | Defesa Jogador da Semana/Mês            | Times especiais Jogador da Semana/Mês   | Times especiais Jogador da Semana/Mês     |
| Semana/ Mês      | AFC                               | NFC                              | AFC                                     | NFC                                     | AFC                                     | NFC                                       |
| ---------------- | --------------------------------- | -------------------------------- | --------------------------------------- | --------------------------------------- | --------------------------------------- | ----------------------------------------- |
| 1                | Joe Mixon RB (Houston)            | Saquon Barkley RB (Philadelphia) | Gregory Rousseau DE (Buffalo)           | Tyrique Stevenson CB (Chicago)          | Chris Boswell K (Pittsburgh)            | Jake Moody K (San Francisco)              |
| 2                | James Cook RB (Buffalo)           | Alvin Kamara RB (New Orleans)    | Maxx Crosby DE (Las Vegas)              | Jessie Bates S (Atlanta)                | Kaʻimi Fairbairn K (Houston)            | Austin Seibert K (Washington)             |
| 3                | Josh Allen QB (Buffalo)           | Jayden Daniels QB (Washington)   | Jaylon Jones CB (Indianapolis)          | Jonathan Greenard OLB (Minnesota)       | Wil Lutz K (Denver)                     | Jack Fox P (Detroit)                      |
| 4                | Derrick Henry RB (Baltimore)      | Jared Goff QB (Detroit)          | Chris Jones DT (Kansas City)            | Troy Andersen LB (Atlanta)              | Nick Folk K (Tennessee)                 | Tory Taylor P (Chicago)                   |
| Setembro         | Josh Allen QB (Buffalo)           | Sam Darnold QB (Minnesota)       | Kyle Van Noy LB (Baltimore)             | Aidan Hutchinson DE (Detroit)           | Chris Boswell K (Pittsburgh)            | Brandon Aubrey K (Dallas)                 |
| 5                | Lamar Jackson QB (Baltimore)      | Kirk Cousins QB (Atlanta)        | Patrick Surtain II CB (Denver)          | Xavier McKinney S (Green Bay)           | Ka'imi Fairbairn K (Houston)            | Isaiah Simmons S (New York Giants)        |
| 6                | Derrick Henry RB (Baltimore)      | Sean Tucker RB (Tampa Bay)       | Will Anderson Jr. DE (Houston)          | Brian Branch S (Detroit)                | Rigoberto Sanchez P (Indianapolis)      | Cole Kmet TE (Chicago)                    |
| 7                | Lamar Jackson QB (Baltimore)      | Saquon Barkley RB (Philadelphia) | Cody Barton LB (Denver)                 | Cobie Durant CB (Los Angeles Rams)      | Charlie Jones WR (Cincinnati)           | Jake Bates K (Detroit)                    |
| 8                | Jameis Winston QB (Cleveland)     | Kirk Cousins QB (Atlanta)        | T. J. Watt OLB (Pittsburgh)             | Edgerrin Cooper LB (Green Bay)          | Calvin Austin III WR (Pittsburgh)       | Kalif Raymond WR (Detroit)                |
| Outubro          | Lamar Jackson QB (Baltimore)      | Jared Goff QB (Detroit)          | Will Anderson Jr. DE (Houston)          | Xavier McKinney S (Green Bay)           | Chris Boswell K (Pittsburgh)            | Chad Ryland K (Arizona)                   |
| 9                | Garrett Wilson WR (New York Jets) | Saquon Barkley RB (Philadelphia) | Trey Hendrickson DE (Cincinnati)        | Kamren Kinchens S (Los Angeles Rams)    | Tyler Bass K (Buffalo)                  | Blake Gillikin P (Arizona)                |
| 10               | Lamar Jackson QB (Baltimore)      | Kyler Murray QB (Arizona)        | Taron Johnson CB (Buffalo)              | Zack Baun LB (Philadelphia)             | Leo Chenal LB (Kansas City)             | Jake Bates K (Detroit)                    |
| 11               | Bo Nix QB (Denver)                | Taysom Hill TE (New Orleans)     | Terrel Bernard LB (Buffalo)             | Kamren Kinchens S (Los Angeles Rams)    | Chris Boswell K (Pittsburgh)            | Karl Brooks DT (Green Bay)                |
| 12               | Tua Tagovailoa QB (Miami)         | Saquon Barkley RB (Philadelphia) | Myles Garrett DE (Cleveland)            | Coby Bryant S (Seattle)                 | Wil Lutz K (Denver)                     | KaVontae Turpin WR (Dallas)               |
| 13               | Josh Allen QB (Buffalo)           | Bucky Irving RB (Tampa Bay)      | Tarheeb Still CB (Los Angeles Chargers) | Leonard Williams DE (Seattle)           | Kene Nwangwu RB (New York Jets)         | Braden Mann P (Philadelphia)              |
| Novembro         | Joe Burrow QB (Cincinnati)        | Saquon Barkley RB (Philadelphia) | Patrick Surtain II CB (Denver)          | Jonathan Greenard OLB (Minnesota)       | Jason Sanders K (Miami)                 | Jake Bates K (Detroit)                    |
| 14               | Ja'Marr Chase WR (Cincinnati)     | Sam Darnold QB (Minnesota)       | Zach Sieler DT (Miami)                  | Yetur Gross-Matos DE (San Francisco)    | Matthew Wright K (Kansas City)          | Bryan Bresee DT (New Orleans)             |
| 15               | Josh Allen QB (Buffalo)           | Baker Mayfield QB (Tampa Bay)    | Derek Stingley Jr. CB (Houston)         | Edgerrin Cooper LB (Green Bay)          | Marvin Mims WR (Denver)                 | KhaDarel Hodge WR (Atlanta)               |
| 16               | Jonathan Taylor RB (Indianapolis) | Chuba Hubbard RB (Carolina)      | Isaiah Pola-Mao SS (Las Vegas)          | Andrew Van Ginkel OLB (Minnesota)       | Jason Sanders K (Miami)                 | Brandon Aubrey K (Dallas)                 |
| 17               | Joe Burrow QB (Cincinnati)        | Baker Mayfield QB (Tampa Bay)    | Tyrel Dodson LB (Miami)                 | C. J. Gardner-Johnson CB (Philadelphia) | Cameron Dicker K (Los Angeles Chargers) | Ihmir Smith-Marsette WR (New York Giants) |
| 18               | Bo Nix QB (Denver)                | Jahmyr Gibbs RB (Detroit)        | Trey Hendrickson DE (Cincinnati)        | YaYa Diaby OLB (Tampa Bay)              | Cameron Dicker K (Los Angeles Chargers) | Josh Blackwell CB (Chicago)               |
| Dezembro/Janeiro | Joe Burrow QB (Cincinnati)        | Jahmyr Gibbs RB (Detroit)        | Derwin James S (Los Angeles Chargers)   | Leonard Williams DE (Seattle)           | Jason Sanders K (Miami)                 | Joshua Karty K (Los Angeles Rams)         |

| Semana | FedEx Air Jogador da Semana    | FedEx Air Jogador da Semana       | Pepsi Zero Sugar Novato do Ano   |
| ------ | ------------------------------ | --------------------------------- | -------------------------------- |
| 1      | Baker Mayfield QB (Tampa Bay)  | Joe Mixon RB (Houston)            | Jayden Daniels QB (Washington)   |
| 2      | Kyler Murray QB (Arizona)      | Alvin Kamara RB (New Orleans)     | Braelon Allen RB (New York Jets) |
| 3      | Andy Dalton QB (Carolina)      | Jauan Jennings WR (San Francisco) | Jayden Daniels QB (Washington)   |
| 4      | Jayden Daniels QB (Washington) | Derrick Henry RB (Baltimore)      | Jayden Daniels QB (Washington)   |
| 5      | Joe Burrow QB (Cincinnati)     | Ja'Marr Chase WR (Cincinnati)     | Jayden Daniels QB (Washington)   |
| 6      | Jordan Love QB (Green Bay)     | Caleb Williams QB (Chicago)       | Jayden Daniels QB (Washington)   |
| 7      | Jared Goff QB (Detroit)        | Jahmyr Gibbs RB (Detroit)         | Keon Coleman WR (Buffalo)        |
| 8      | Jayden Daniels QB (Washington) | Jahmyr Gibbs RB (Detroit)         | Jayden Daniels QB (Washington)   |
| 9      | Joe Burrow QB (Cincinnati)     | Saquon Barkley RB (Philadelphia)  | Jayden Daniels QB (Washington)   |
| 10     | Joe Burrow QB (Cincinnati)     | Ja'Marr Chase WR (Cincinnati)     | Bo Nix QB (Denver)               |
| 11     | Bo Nix QB (Denver)             | Taysom Hill TE (New Orleans)      | Bo Nix QB (Denver)               |
| 12     | Tua Tagovailoa QB (Miami)      | Saquon Barkley RB (Philadelphia)  | Bo Nix QB (Denver)               |
| 13     | Russell Wilson QB (Pittsburgh) | Josh Allen QB (Buffalo)           | Jayden Daniels QB (Washington)   |
| 14     | Josh Allen QB (Buffalo)        | Zach Charbonnet RB (Seattle)      | Tyrice Knight LB (Seattle)       |
| 15     | Josh Allen QB (Buffalo)        | Mike Evans WR (Tampa Bay)         | Jayden Daniels QB (Washington)   |
| 16     | Jayden Daniels QB (Washington) | Jonathan Taylor RB (Indianapolis) | Jayden Daniels QB (Washington)   |
| 17     | Joe Burrow QB (Cincinnati)     | Tee Higgins WR (Cincinnati)       | Jayden Daniels QB (Washington)   |
| 18     | Bo Nix QB (Denver)             | Jahmyr Gibbs RB (Detroit)         | Mike Sainristil CB (Washington)  |

| Mês              | Novato do Mês                      | Novato do Mês                      |
| Mês              | Ataque                             | Defesa                             |
| ---------------- | ---------------------------------- | ---------------------------------- |
| Setembro         | Jayden Daniels QB (Washington)     | Jared Verse OLB (Los Angeles Rams) |
| Outubro          | Bo Nix QB (Denver)                 | Beanie Bishop CB (Pittsburgh)      |
| Novembro         | Brock Bowers TE (Las Vegas)        | Braden Fiske DT (Los Angeles Rams) |
| Dezembro/Janeiro | Brian Thomas Jr. WR (Jacksonville) | Edgerrin Cooper LB (Green Bay)     |